# Augusti 2011
| Augusti 2011 |
| Månader under 2011: Januari · Februari · Mars · April · Maj · Juni · Juli · Augusti · September · Oktober · November · December ← December 2010 · Januari 2012 → |

## Händelser

### 6–10 augusti
- Kravallerna i England 2011 pågår.

### 9 augusti
- Vänsterpartiets partiledare Lars Ohly meddelar att han inte tänker ställa upp för omval vid partiets kongress i januari 2012.

### 11 augusti
- En 57-årig terrorist skjuter och detonerar bomber omkring sig i Estlands försvarsdepartement i Tallinn. Gärningsmannen skjuts till döds av den estniska insatsstyrkan.

### 26 augusti
- Minst 53 människor dödas i en attack med brandbomber mot ett kasino i staden Monterrey i norra Mexiko.[1]

### 27 augusti–4 september
- Världsmästerskapen i friidrott arrangeras i Daegu, Korea.